# 그리스와 덴마크의 왕자 니콜라오스 (1872년)
그리스와 덴마크의 왕자 니콜라오스(그리스어: Νικόλαος, 1872년 1월 22일 ~ 1938년 2월 8일)는 올덴부르크 왕가의 글뤽스부르크 가문 출신으로, 그리스의 요르요스 1세와 올가 콘스탄티노브나 여대공의 셋째 아들이었다. 그는 사촌인 러시아의 황제 니콜라이 2세(친척으로는 1촌, 외척으로는 2촌)와 구별하기 위해 가문 내에서 "그리스 니키"로 불렸다. 니콜라오스 왕자는 종종 그의 작품에 "니콜라오스 르프린스"라는 서명을 하는 등 재능 있는 화가였다.